# Финале Конкакафовог златног купа 2000.
Финале Златног купа Конкакафа 2000. је била фудбалска утакмица одиграна 27. фебруара 2000. године на стадиону Мемориал колосеум у Лос Анђелесу, да би се одредио победник Златног купа Конкакафа 2000. Канада је победила Колумбију са резултатом 2 : 0. Ово је била прва титула Канаде у Златном купу и друга значајнија титула, прва од шампионата Конкакафа одржаног 1985. године. Као шампион Златног купа, Канада је представљала Конкакаф на ФИФА Купу конфедерација 2001. у Јапану.

## Позадина
Као најниже рангирани члан Северноамеричке фудбалске уније, Канада није аутоматски ушла у Конкакафов златни куп већ је морала да игра квалификације које су биле одржане 1999. у Сједињеним Државама. Канађани су се квалификовали као водећи тим у групи испред Хаитија, а друге квалификоване нације, Куба и Салвадор, нису успеле да се квалификују.
Колумбија, чланица Конмебола, позвана је на турнир од стране Конкакафа. Перу је такође позван на издање 2000. године, чиме је постала друга земља Јужне Америке која је играла Златни куп после Бразил, који је учествовао 1996. и 1998. године. Доласком у финални меч, Колумбија је поновила исти рекорд као Бразил 1998. године.
И Колумбија и Канада су биле другопласиране у својим групама током првог кола, односно Групе А и Д. Међутим, Канада и Јужна Кореја, још један позвани учесник, изједначили су се по свим критеријумима у Групи Д и квалификације су морале бити одлучене у бацање новчића, фаворизујући Канаду.
У време такмичења, Канада није освојила велику титулу од 1985. године, док Колумбија тек треба да освоји свој први трофеј у својој историји.

## Пут до финала
| Репрезентација | Ута. | Поб. | Нер. | Изг. | ГД | ГП | ГР | Бод. |
| -------------- | ---- | ---- | ---- | ---- | -- | -- | -- | ---- |
| Костарика      | 2    | 0    | 2    | 0    | 4  | 4  | 0  | 2    |
| Канада         | 2    | 0    | 2    | 0    | 2  | 2  | 0  | 2    |
| Јужна Кореја   | 2    | 0    | 2    | 0    | 2  | 2  | 0  | 2    |

| Репрезентација | Ута. | Поб. | Нер. | Изг. | ГД | ГП | ГР | Бод. |
| -------------- | ---- | ---- | ---- | ---- | -- | -- | -- | ---- |
| Хондурас       | 2    | 2    | 0    | 0    | 4  | 0  | +4 | 6    |
| Колумбија      | 2    | 1    | 0    | 1    | 1  | 2  | –1 | 3    |
| Јамајка        | 2    | 0    | 0    | 2    | 0  | 3  | –3 | 0    |

## Детаљи меча
| Канада                          | 2 : 0    | Колумбија |
| ------------------------------- | -------- | --------- |
| де Вос 45’ · Коразин 68’ (пен.) | Извештај |           |

| Канада | Колумбија |

|               |    |                   |     |     |
|               |    |                   |     |     |
| GK            | 1  | Крек Форест       |     |     |
| RB            | 2  | Пол Фенвик        | 28’ |     |
| CB            | 4  | Тони Менезес      | 80’ |     |
| CB            | 5  | Џејсон Де Вос (c) | 76’ |     |
| LB            | 13 | Марк Вотсон       |     |     |
| RM            | 21 | Мартин Неш        |     | 89’ |
| CM            | 11 | Џим Бренан        |     |     |
| CM            | 12 | Џеф Кларк         |     |     |
| LM            | 7  | Пол Сталтери      | 78’ |     |
| CF            | 15 | Ричард Хејстингс  |     |     |
| CF            | 9  | Карло Коразин     |     |     |
| Замене:       |    |                   |     |     |
| FW            | 16 | Герет Куш         |     | 89’ |
| Селектор:     |    |                   |     |     |
| Холгер Осијек |    |                   |     |     |

| GK                   | 22 | Дијего Гомез          |     |     |
| RB                   | 2  | Андрес Москера        | 88’ |     |
| CB                   | 3  | Роберто Карлос Кортес |     |     |
| CB                   | 5  | Гонзало Мартинез      |     |     |
| LB                   | 19 | Арли Динас            |     |     |
| RM                   | 16 | Бонер Москера         |     | 46’ |
| CM                   | 14 | Џон Вилмар Перез      |     |     |
| CM                   | 17 | Мајер Кандело         |     |     |
| LM                   | 10 | Фаустино Асприља (c)  | 19’ |     |
| CF                   | 20 | Виктор Бониља         |     | 57’ |
| CF                   | 11 | Мартин Запата         |     |     |
| Замене:              |    |                       |     |     |
| MF                   | 7  | Ектор Уртадо          |     | 46’ |
| FW                   | 9  | Едвин Конго           |     | 57’ |
| Селектор:            |    |                       |     |     |
| Луис Августо Гарсија |    |                       |     |     |

## Белешке
1. ↑  У Групи Д, да би се одлучио победник групе, Канада и Јужна Кореја су морале да иду на бацање новчића као последње средство по тада важећим правилима.